# Спускаем модул
Спускаемият модул е космически апарат, който се спуска и достига повърхността на даден астрономически обект. За небесни тела имащи атмосфера, кацането става след навлизане в атмосферата. В такива случаи спускаемия модул може да има вградени парашути, с които да омекоти сблъсъка с повърхността. Понякога модулите имат и малки ракети, които се използват за допълнително омекотяване на удара с повърхността на небесното тяло. Кацането може да бъде осъществено с контролирано спускане и поставянето на модула на устройство за кацане.
При мисия Марс Патфайндър са използвани надуваеми въздушни възглавници за омекотяване на сблъсъка с планетата вместо традиционните устройства за кацане.
Няколко земеподобни тела са били обект на изследване със спускаеми модули: сред тях са планетите Марс и Венера и сатурновия спътник Титан.